# Gefrierschutzmittel

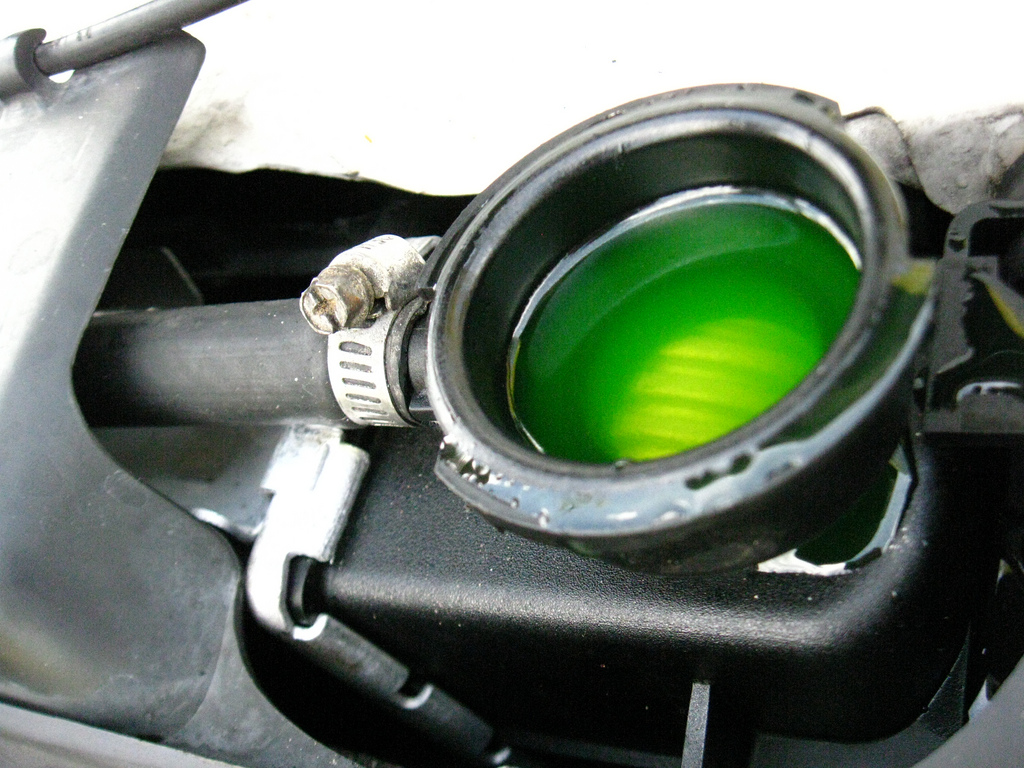
Gefrierschutzmittel in einem Autokühler

Ein Gefrierschutzmittel (umgangssprachlich: Frostschutzmittel) ist ein Stoff (z. B. Glycerin, Ethylenglycol, Ethanol, Propylenglykol), der den Gefrierpunkt eines anderen Stoffes (z. B. Wasser) herabsetzt. Die Frostschutz-Wirkung ist vom verwendeten Stoff und der Konzentration abhängig.
Bekannt ist die Verwendung als Zusatz für die Kühlsysteme oder bei Scheibenwaschanlagen von Kraftfahrzeugen. Häufig werden Konzentrate verkauft, die nach einem festen Mischungsverhältnis mit Wasser vermengt werden (bei mehr Frostschutzmittel bleibt die Lösung unter jeweils noch niedrigeren Temperaturbedingungen flüssig).
Qualitativ hochwertigen Kühler-Frostschutzmitteln für Motoren für Kfz sind neben Glykolen auch kleine Mengen diverser Additive beigemischt. Diese Substanzen helfen damit auch noch gegen Rost, Überhitzung und haben schmierende Eigenschaften, welche das gesamte Kühlsystem schützen. Ein bekannter Markenname unter den Kühlerschutzmitteln ist Glysantin, eine seit 1929 bestehende Schutzmarke der BASF.
Die Konzentration von Gefrierschutzmitteln kann mittels eines Aräometers oder Refraktometers (im Kfz-Wesen: Frostschutzprüfer) gemessen werden.

## Kühlmittel Typen und Standards
Kühlerfrostschutz wird in IAT (inorganic acid technology), OAT (organic acid technology) und HOAT (hybrid organic acid technology) typisiert. IAT Kühlmittel enthalten anorganische Säuren wie Silikat, während OAT Gefrierschutzmittel nur aus organischen Säuren bestehen. Nur in der Hybridvariante werden die Vorteile beider Typen vereint. Da sorgt dann der anorganische Teil für den Korrosionsschutz, während die restlichen Komponenten organisch sind und sich für die anderen Eigenschaften verantwortlich zeichnen. Zusätzlich hat das Hybrid den Vorteil, dass es mit den anderen Typen kompatibel ist und mit ihnen gemischt werden darf. Jedes Kühlmittel hat eine andere Farbe, allerdings für jeden Hersteller verschieden. Daher sind die Bezeichnungen zu beachten.
| Hersteller                | IAT Kühlmittel | OAT Kühlmittel       | HOAT Kühlmittel                          |
| ------------------------- | -------------- | -------------------- | ---------------------------------------- |
| Standards / Bezeichnungen | C11, G11, G48  | C12+, G12, G12+, G30 | C12++, C13, G12++, G12evo, G13, G40, G65 |

### Volkswagen Standards und ihre Mischbarkeit
| Kühlmittel | G11                     | G12                     | G12+                                                      | G12++                                                     | G13                                                       | G12evo                                                    |  |
| ---------- | ----------------------- | ----------------------- | --------------------------------------------------------- | --------------------------------------------------------- | --------------------------------------------------------- | --------------------------------------------------------- |  |
| G11        | mischbar ohne Nachteile | Nicht mischbar          | Mischbar, jedoch mit vermindertem Korrosionsschutz.       | Mischbar, jedoch mit vermindertem Korrosionsschutz.       | Mischbar, jedoch mit vermindertem Korrosionsschutz.       | Mischbar, jedoch mit vermindertem Korrosionsschutz.       |  |
| G12        | NICHT mischbar          | mischbar ohne Nachteile | mischbar, jedoch verschlechtert sich der Korrosionsschutz | mischbar, jedoch verschlechtert sich der Korrosionsschutz | mischbar, jedoch verschlechtert sich der Korrosionsschutz | mischbar, jedoch verschlechtert sich der Korrosionsschutz |  |
| G12+       | mischbar ohne Nachteile | mischbar ohne Nachteile | mischbar ohne Nachteile                                   | mischbar, jedoch verschlechtert sich der Korrosionsschutz | mischbar, jedoch verschlechtert sich der Korrosionsschutz | mischbar, jedoch verschlechtert sich der Korrosionsschutz |  |
| G12++      | mischbar ohne Nachteile | mischbar ohne Nachteile | mischbar ohne Nachteile                                   | mischbar ohne Nachteile                                   | mischbar, jedoch verschlechtert sich der Korrosionsschutz | mischbar, jedoch verschlechtert sich der Korrosionsschutz |  |
| G13        | mischbar ohne Nachteile | mischbar ohne Nachteile | mischbar ohne Nachteile                                   | mischbar ohne Nachteile                                   | mischbar ohne Nachteile                                   | mischbar, jedoch verschlechtert sich der Korrosionsschutz |  |
| G12evo     | mischbar ohne Nachteile | mischbar ohne Nachteile | mischbar ohne Nachteile                                   | mischbar ohne Nachteile                                   | mischbar ohne Nachteile                                   | mischbar ohne Nachteile                                   |  |

## Biologie
„Gefrierschutzmittel“ (-proteine) werden auch von Lebewesen (z. B. dem Seewolf) erzeugt, insbesondere von solchen aus den arktischen Klimazonen. Ohne sie würden sie Gefahr laufen, dass sich in ihren Körperflüssigkeiten Eis bildet, was die Zellmembranen durch Perforation zerstören würde.